# Cecily Lefort
Cecily Margot Lefort, geboren MacKenzie (Londen, 30 april 1900 – Ravensbrück, februari 1945) was een Britse geheim agente in Frankrijk tijdens de Tweede Wereldoorlog.

## Huwelijk
Cecily MacKenzie was van Schotse afkomst. In 1925 trouwde Cecily met de Franse arts Alex Lefort en ze gingen in Parijs wonen. Ze zeilden graag en hadden een buitenverblijf aan de Bretonse kust ten westen van Dinard.

## Londen
Bij uitbraak van de Tweede Wereldoorlog vluchtten ze naar Engeland en stelden ze hun buitenverblijf ter beschikking van het Frans verzet. Cecily ging met stamnummer 452845 bij de Women’s Auxiliary Air Force. Eind 1942 wierf de Special Operations Executive haar aan met stamnummer 9900 omdat ze zo goed Frans sprak.

## "Jockey”
Ze kreeg een opleiding en in de nacht van 16 op 17 juni 1943 werd ze samen met Noor Inayat Khan en Diana Rowden boven Le Mans geparachuteerd. Ze ontmoette Henri Dericourt en reisde naar het zuiden om bij Montélimar in het netwerk "Jockey" van de Belg Francis Cammaerts te werken.

## Arrestatie
Op 15 september 1943 werd ze te Montélimar door de Gestapo gevat en naar de gevangenis van Fresnes gebracht. In januari 1944 werd ze naar Ravensbrück gevoerd. Ze moest er dwangarbeid verrichten zoals wegen aanleggen met een zware ijzeren pletwals. Begin 1945 werd ze overgebracht naar Uckermark, waar ze in februari 1945 stierf in de gaskamer.
Ze ontving postuum een Croix de Guerre.
- SNAC: w6bh3g2x